# Snowy River Shire Council
Snowy River Shire Council is een Local Government Area (LGA) in de Australische deelstaat New South Wales. Snowy River Shire Council telt 7.293 inwoners. De hoofdplaats is Berridale.